# Luribay
Luribay es un municipio y una localidad de Bolivia, capital de la provincia de Loayza en el departamento de La Paz.
Se encuentra ubicado a 165 km de la ciudad de La Paz, capital del departamento, y se halla a 2.550 metros sobre el nivel del mar. Según el censo nacional de 2012, el municipio de Luribay cuenta con una población de 11.139 habitantes.
Este municipio fue también el lugar donde en 1848 nació el liberal y ex presidente de Bolivia José Manuel Pando., también en 1784 nació José María Pérez de Urdininea.

## Geografía
El territorio de Luribay está conformado por una serie de serranías y valles profundos y encajonados, típicos de los valles interandinos y mesotérmicos. Estos tienen suelos de origen estructural y aluvial, con una topografía en un 90% accidentada, con cimas semiagudas y pendientes abruptas.
Los ríos principales son el Luribay y el Porvenir, cuyas nacientes se originan en las partes altas del valle, también están el río Chincha que es permanente y los ríos Huanuni y Mullaca, que son temporales.
La localidad de Luribay está ubicada a una altitud de 2.554 m s. n. m. sobre el margen izquierdo del río Luribay en uno de los valles orientales de la Serranía de Sica Sica, a unos 100 kilómetros en línea recta al sureste de La Paz, la Sede de Gobierno de Bolivia.

## Demografía
De acuerdo con el censo boliviano de 2024, la población del municipio de Luribay es de 10 581 habitantes.
La población del municipio aumentó casi una quinta parte entre 1992 y 2024:
| Año  | Habitantes (municipio) | Fuente |
| ---- | ---------------------- | ------ |
| 1992 | 9.144                  | Censo  |
| 2001 | 9.004                  | Censo  |
| 2012 | 11.139                 | Censo  |
| 2024 | 10.581                 | Censo  |

## Economía
La principal actividad económica del municipio es la agricultura, cuya producción está diversificada en los dos pisos ecológicos existentes: la parte alta o cabecera de valle, donde se produce papa; y la parte de los valles mesotérmicos, donde se concentra la producción de frutales y hortalizas. En el sector de los valles se desarrollan cultivos de tomate, haba, arveja, maíz, papa, cebolla, lechuga, zapallo, trigo, alfalfa, cebada, uva, durazno, higo, pera, manzana y tuna.

## Transporte
Luribay se encuentra a 176 km por carretera al sureste de la ciudad de La Paz, la capital departamental. Desde La Paz, la carretera pavimentada Ruta 1 recorre 104 km al sur hasta Patacamaya. Desde allí, seis kilómetros más al sur, se bifurca hacia el noreste un callejón sin salida sin pavimentar, que supera alturas de más de 4.750 m. Pasa por Anchallani y llega a Luribay tras un total de 66 kilómetros.